# أولاد ناصر (سيدي حجاج)
أولاد ناصر هي إحدى مشيخات المملكة المغربية، تتبع جغرافيا لإقليم سطات وإداريًا لسيدي حجاج. يقدر عدد سكانها بـ 12472 نسمة حسب الإحصاء الرسمي للسكان والسكنى لسنة 2004.